# المهند على المفند
مباحث في عقائد أهل السنة المسمى «المهند على المفند» وقد اشتهر في الهند وباكستان باسم «عقائد أهل السنة والجماعة» أو بـ «عقائد علماء ديوبند» أو بـ «عقائد علماء أهل السنة الديوبندية»، هو كتاب في بيان عقيدة أهل السنة والجماعة على مذهب الإمام الأعظم أبي حنيفة النعمان في الفروع وإمامي أهل السنة أبي الحسن الأشعري وأبي منصور الماتريدي في الاعتقاد والأصول. وهو في مضمونه مجموع أجوبة عن أسئلة تساءل بها علماء العرب فأجاب عنها الشيخ المحدث خليل أحمد السهارنفوري المتوفى سنة (1346هـ)، وقد جمعت هذه الأسئلة والأجوبة في كتاب، وطبع باسم «المهند على المفند». وهذه الأجوبة أكثرها يتعلق بالعقيدة الإسلامية وأصول الدين وعلم الكلام، كمسألة التوسل بالدعاء، وحكم الاحتفال بالمولد النبوي، وحكم الوهابية، وما إلى ذلك من المسائل.